# ミルバレー (カリフォルニア州)
ミルバレー（Mill Valley）は、アメリカ合衆国カリフォルニア州のマリン郡にある都市。サンフランシスコの北に位置している高級住宅街。

## 歴史
セコイアの森林で覆わた丘陵地帯にあり、古くは牧場や製材所、療養所が立地していた。19世紀末ころから郡の最高峰タマルパイス山（en:Mount Tamalpais）登山が人気となり登山道の入口にあるミルバレーは大勢の観光客で賑わった。珍しい重力式鉄道が建設され観光客を輸送した。1900年に法人化し「ミルバレー市」が誕生した。
1937年のゴールデン・ゲート・ブリッジ完成後、人口過密となったサンフランシスコを脱出して自然豊かなミルバレーに移住する富裕層が増えた。牧場は姿を消し住宅地になった。2020年アメリカ合衆国国勢調査によれば、市内の平均住宅価格は3億円以上だった。

## 気候
ミルバレーはケッペンの気候区分の中では地中海性気候に位置しており、夏は非常に乾燥していて11月~3月の冬季は比較的降雨量が多い。

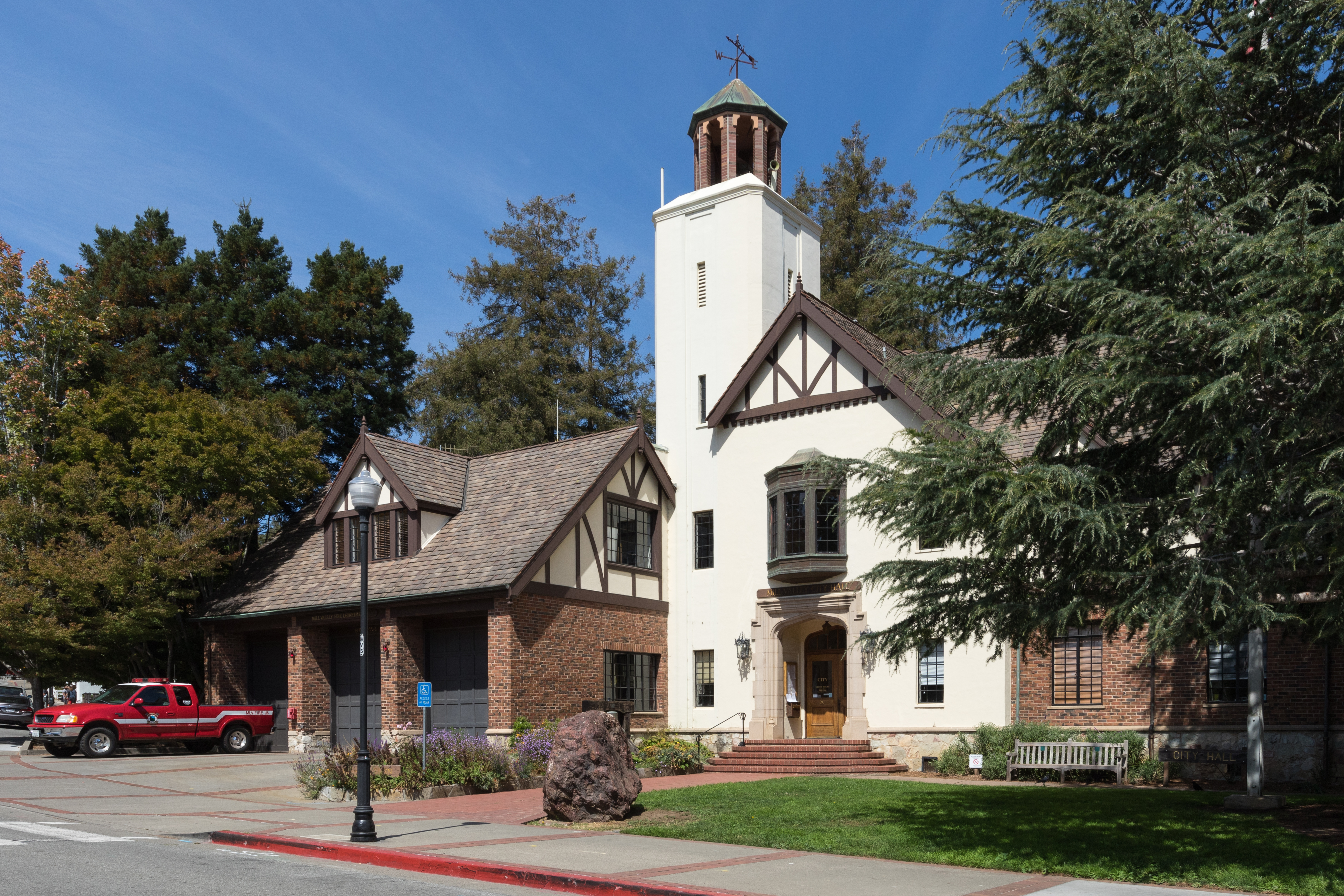
ミルバレー市役所